# موريسبورو (كارولاينا الشمالية)
موريسبورو (بالإنجليزية: Mooresboro, North Carolina)‏ هي بلدة أمريكية تقع في الولايات المتحدة في مقاطعة كليفلاند، كارولاينا الشمالية. يقدر عدد سكانها بـ 311 نسمة ومساحتها 4.6 كم2 و وترتفع عن سطح البحر 285 متر.

## التركيبة السكانية
حدّد مكتب تعداد الولايات المتحدة بيانات التركيبة السكانية لموريسبورو في تعداد الولايات المتحدة. في ما يلي، التركيبة السكانية حسب تعدادي 2000 و2010.

### تعداد عام 2000
بلغ عدد سكان موريسبورو 314 نسمة بحسب تعداد عام 2000، وبلغ عدد الأسر 131 أسرة وعدد العائلات 94 عائلة مقيمة في البلدة. في حين سجلت الكثافة السكانية 68.6 نسمة لكل كيلومتر مربع (177.7/ميل2). وبلغ عدد الوحدات السكنية 140 وحدة بمتوسط كثافة قدره 30.6 لكل كيلومتر مربع (79.3/ميل2).
وتوزع التركيب العرقي للبلدة بنسبة 88.22% من البيض و11.46% من الأمريكيين الأفارقة و0.32% من سكان جزر المحيط الهادئ.
بلغ عدد الأسر 131 أسرة كانت نسبة 38.9% منها لديها أطفال تحت سن الثامنة عشر تعيش معهم، وبلغت نسبة الأزواج القاطنين مع بعضهم البعض 51.1% من أصل المجموع الكلي للأسر، ونسبة 16.8% من الأسر كان لديها معيلات من الإناث دون وجود شريك،  بينما كانت نسبة 3.8% من الأسر لديها معيلون من الذكور دون وجود شريكة وكانت نسبة 28.2% من غير العائلات. تألفت نسبة 27.5% من أصل جميع الأسر من عدة أفراد يعيشون في نفس المنزل ونسبة 9.9% كانت تتألف من شخص يعيش بمفرده يبلغ من العمر 65 عاماً أو أكثر. وبلغ متوسط حجم الأسرة المعيشية 2.40، أما متوسط حجم العائلات فبلغ 2.88.
بلغ العمر الوسطي للسكان 38.4 عاماً. وكانت نسبة 25.2% من القاطنين تحت سن الثامنة عشر، وكانت نسبة 5.7% بين الثامنة عشر والرابعة والعشرين عاماً، ونسبة 30.9% كانت واقعةً في الفئة العمرية ما بين الخامسة والعشرين والرابعة والأربعين عاماً، ونسبة 25.2% كانت ما بين الخامسة والأربعين والرابعة والستين، ونسبة 13.1% كانت ضمن فئة الخامسة والستين عاماً فما فوق. يوجد لكل 100 أنثى 95.0 ذكر، ويوجد لكل 100 أنثى في الثامنة عشر من عمرها فما فوق 91.1 ذكر.
بلغ متوسط دخل الأسرة في البلدة 33,125 دولارًا، أما متوسط دخل العائلة فبلغ 36,500 دولارًا. وكان متوسط دخل الذكور 29,219 دولارًا مقابل 27,083 دولارًا للإناث. وسجل دخل الفرد الخاص بالبلدة 19,791 دولارًا. وكانت نسبة 8.5% من العائلات ونسبة 13.7% من السكان تحت خط الفقر، وكان من هؤلاء نسبة 29.4% تحت سن الثامنة عشر ونسبة 28.9% في الخامسة والستين من العمر وما فوق.

### تعداد عام 2010
بلغ عدد سكان موريسبورو 311 نسمة بحسب تعداد عام 2010، وبلغ عدد الأسر 128 أسرة وعدد العائلات 88 عائلة مقيمة في البلدة. في حين سجلت الكثافة السكانية 67.9 نسمة لكل كيلومتر مربع (175.9/ميل2). وبلغ عدد الوحدات السكنية 153 وحدة بمتوسط كثافة قدره 33.4 لكل كيلومتر مربع (86.5/ميل2).
وتوزع التركيب العرقي للبلدة بنسبة 81.03% من البيض و16.72% من الأمريكيين الأفارقة و0.64% من الأمريكيين الأصليين و0.32% من الأمريكيين ذوي الأصول الآسيوية و0.32% من الأعراق الأخرى و0.96% من عرقين مختلطين أو أكثر و0.96% من الهسبانيون أو اللاتينيون من أي عرق.
بلغ عدد الأسر 128 أسرة كانت نسبة 33.6% منها لديها أطفال تحت سن الثامنة عشر تعيش معهم، وبلغت نسبة الأزواج القاطنين مع بعضهم البعض 44.5% من أصل المجموع الكلي للأسر، ونسبة 18% من الأسر كان لديها معيلات من الإناث دون وجود شريك،  بينما كانت نسبة 6.2% من الأسر لديها معيلون من الذكور دون وجود شريكة وكانت نسبة 31.2% من غير العائلات. تألفت نسبة 28.9% من أصل جميع الأسر من عدة أفراد يعيشون في نفس المنزل ونسبة 13.3% كانت تتألف من شخص يعيش بمفرده يبلغ من العمر 65 عاماً أو أكثر. وبلغ متوسط حجم الأسرة المعيشية 2.43، أما متوسط حجم العائلات فبلغ 2.95.
بلغ العمر الوسطي للسكان 42.8 عاماً. وكانت نسبة 23.5% من القاطنين تحت سن الثامنة عشر، وكانت نسبة 9% بين الثامنة عشر والرابعة والعشرين عاماً، ونسبة 19.6% كانت واقعةً في الفئة العمرية ما بين الخامسة والعشرين والرابعة والأربعين عاماً، ونسبة 31.8% كانت ما بين الخامسة والأربعين والرابعة والستين، ونسبة 16.1% كانت ضمن فئة الخامسة والستين عاماً فما فوق. وتوزع التركيب الجنسي للسكان بنسبة 46.6% ذكور و53.4% إناث.